# Montezuma (Kolorado)
Montezuma – miasto w Stanach Zjednoczonych, w stanie Kolorado, w hrabstwie Summit.